# Hans Wohltmann
Hans Wohltmann (* 8. Dezember 1884 in Vorberg bei Schwanewede ; † 27. August 1968) war ein deutscher Regionalhistoriker.

## Leben
Wohltmann wurde 1884 als Sohn einer Bauernfamilie mit Hof in Vorberg geboren. Er erhielt Privatunterricht beim Pastor Wolters in Meyenburg und besuchte 1899 bis 1905 das Domgymnasium Verden. Beim Abitur wurde er Bester (Primus omnium) und studierte Geschichte, Germanistik, Geographie und Philosophie an der Universität Tübingen und an der Universität Leipzig, an der er 1909 promovierte. Er war Mitglied der Studentenverbindung Saxonia Tübingen. 1910 absolvierte er die Staatsprüfung für das höhere Lehramt und kam als Referendar an das Athenaeum Stade, wo er ein Jahr blieb, bevor er Lehrer an der deutschen Oberschule in Genua wurde. Als diese 1915 wegen des Ersten Weltkriegs schloss, ging er an das Kaiser-Wilhelm-Gymnasium in Hannover, an dem er 1923 Oberstudienrat wurde. 1926 wurde er Direktor des Athenaeums in Stade. Das blieb er bis zum Ruhestand 1950.
1926 bis 1935 war er Mitglied im Beirat des Stader Geschichts- und Heimatverein und 1935 bis 1968 war er dessen Vorsitzender. 1934 wurde er Schriftleiter des Stader Archivs (ab 1947 Stader Jahrbuch). 1936 wurde er Mitglied der Historischen Kommission für Niedersachsen und er war im Beirat des Niedersächsischen Heimatbundes. 1960 bis 1968 war er Senior der St. Antonii-Brüderschaft Stade.

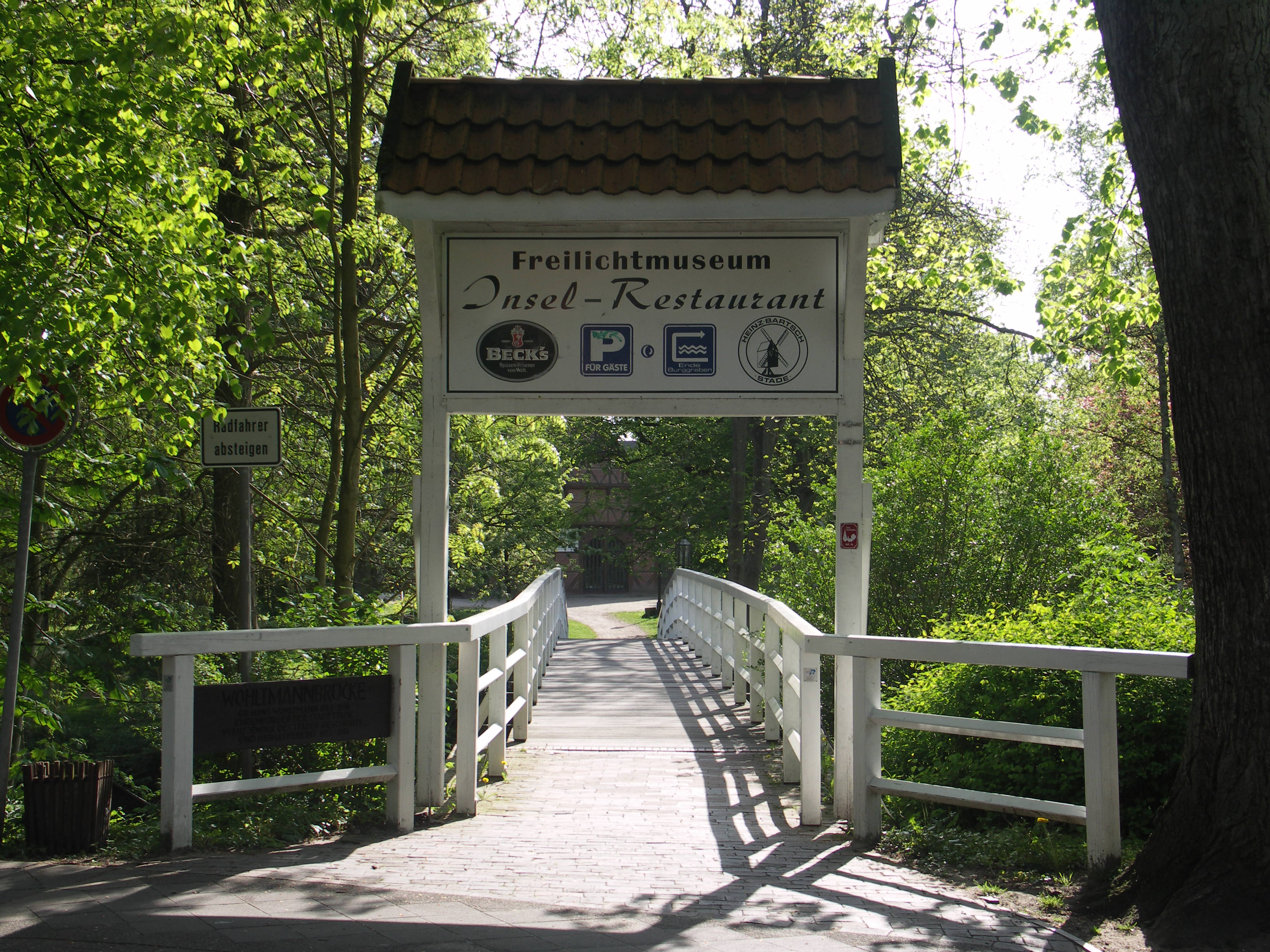
Wohltmannbrücke, 2008

1965 erhielt er die Brüder-Grimm-Medaille der Akademie der Wissenschaften zu Göttingen für seine wissenschaftlichen Arbeiten auf dem Gebiet der nordniedersächsischen Landesgeschichte, der Stadtgeschichte von Stade, der Sagenkunde und der Worpsweder Künstlergeschichte sowie für seine Verdienste um die Denkmalspflege im Weser-Elbe-Gebiet (Laudatio). 1964 wurde er Ehrenbürger von Stade. Die Fußgängerbrücke über den Burggraben, die die Verbindung zwischen Freilichtmuseum auf der Insel und Heimatmuseum des Stader Geschichts- und Heimatvereins herstellt, trägt heute den Namen Wohltmannbrücke.
Er schrieb Biographien für die Neue Deutsche Biographie und die Niedersächsischen Lebensbilder.

## Schriften
- Die Entstehung und Entwicklung der Landeshoheit des Abtes von Prüm, 786–1790 (= Dissertation), Leipzig 1909
- Hindenburg-Worte; Briefe, Drahtungen, Reden und Gespräche des Generalfeldmarschalls von Hindenburg,  J. F. Lehmann, München 1918
- Die Geschichte der Kirchen in Stade, Zeitschrift der Gesellschaft für niedersächsische Kirchengeschichte, Band 41, 1936
- Die Sarkophage der Grafen von Königsmark, Stader Archiv 1936
- Fritz Mackensen-Worpswede : (Zu seinem 70. Geburtstage am. 8. April 1936), Stader Archiv 1937
- als Herausgeber: Aus der Geschichte des Staatl. Athenaeums zu Stade : Eine Festschrift zur 350-Jahrfeier: 1588–1938, Stade: Stelzer 1938
- Hans am Ende, in: Niedersächsische Lebensbilder, Band 1, 1939
- Friedrich Rotbart und Heinrich der Löwe, Stader Archiv, 1939, N.F. Heft 29
- Dietrich Mahnke, Stader Archiv, N.F. Heft 30, 1940
- Otto Modersohn, Stader Archiv, N.F. Heft 31, 1941 (mit Briefen Rilkes an Modersohn und Schilderung von Fischerhude von Modersohn)
- Heinrich der Löwe und die Stader Erbschaft, 1941
- Die Einführung des Christentums bei den Sachsen, besonders in unserer Heimat zwischen Niederweser und Niederelbe, Stader Jahrbuch 1952
- Die Mitglieder der St. Antonii-Brüderschaft in Stade von 1439–1954, Stader Geschichts- und Heimatverein 1954
- Johann Gottfried Herder : Was bedeutet er uns heute ?, Stader Jahrbuch 1957, S. 9–31
- Die Geschichte der Stadt Stade an der Niederelbe, Stade 1942, 3. Auflage 1956, Stader Geschichts- und Heimatverein, Einzelschriften des Stader Geschichts- und Heimatvereins 9
- Rainer Maria Rilke in Worpswede; nach Briefen, Tagebüchern, Dichtungen zur 60-Jahr-Feier der Worpsweder Künstlerkolonie erzählt, Deutscher Literatur-Verlag 1949, 1952
- Fischerhude : Dorf der Bauern und Künstler, Stader Jahrbuch 1958, Nachdruck Heimathaus Irmintraut Fischerhude 1996
- Worpswede: die ersten Worpsweder Maler und ihre Bedeutung für die deutsche Kunst, Stader Geschichts- und Heimatverein 1955, Verlag Haus am Weyersberg Worpswede 1960, 9. Auflage 1975
- Sagen aus dem Lande zwischen Niederelbe und Niederweser, 2 Bände, Selbstverlag des Stader Geschichts- und Heimatvereins, 1959, 1963